# Jacquemontia polyantha
Jacquemontia polyantha là một loài thực vật có hoa trong họ Bìm bìm. Loài này được (Schltdl. & Cham.) Hallier f. mô tả khoa học đầu tiên năm 1893.